# Ferdinand Luthmer

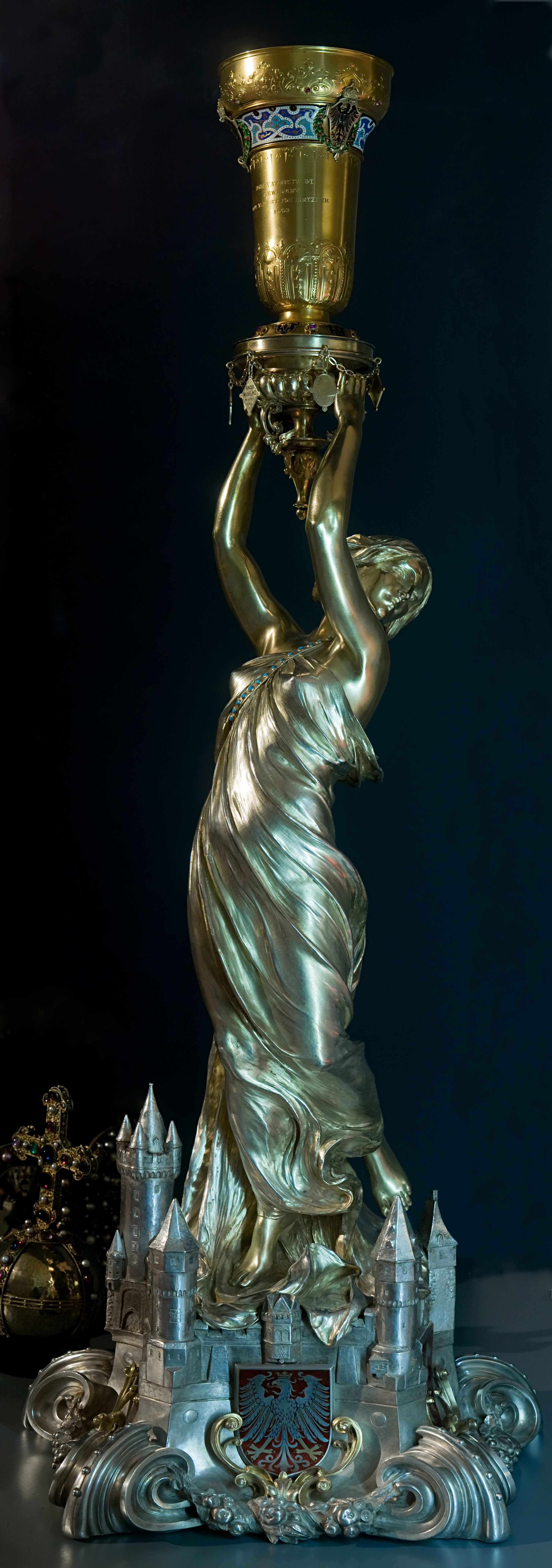
Kaiserbecher aus dem Jahr 1903 nach einem Entwurf Luthmers, (Historisches Museum Frankfurt)

Ferdinand Luthmer (* 4. Juni 1842 in Köln; † 23. Januar 1921 in Frankfurt am Main) war ein deutscher Architekt, Konservator und Fachpublizist für Burgenforschung.

## Leben
Ferdinand Carl Heinrich Luthmer war Sohn der Caroline Friederike Jaeger (1815–1859) und des Hans Ferdinand Luthmer (1806–1870), Architekt, Bauunternehmer und Schuldirektor. Nach Besuch des Gymnasiums in Elberfeld (1853–1861) und Abitur daselbst studierte Luthmer Architektur an der Berliner Bauakademie bei Richard Lucae und Friedrich Adler. Nach Auslandsaufenthalten in Italien und Frankreich wurde er im Jahr 1871 Lehrer an der Unterrichtsanstalt des Kunstgewerbemuseums Berlin. In dieser Zeit war er auch als Architekt praktisch tätig. So entwarf er 1873 eine Villa für den Geraer Bauunternehmer Georg Voss, die Vorbildcharakter für nachfolgende Villen einnahm. 1875 wurde er Dozent an der Kunstakademie Berlin. 
Im Jahr 1879 wurde er Direktor der Kunstgewerbeschule und des Kunstgewerbemuseums in Frankfurt am Main. Dieses Amt hatte er bis zu seiner Pensionierung 1912 inne. 1885 erhielt er den Professorentitel verliehen. Ab 1903 übernahm er auch das Amt des Bezirkskonservators für die preußische Provinz Hessen-Nassau.
Luthmer verfasste zahlreiche kunsthistorische Schriften, darunter das sechsbändige Werk über Die Bau- und Kunstdenkmäler des Regierungsbezirks Wiesbaden. Als sein wichtigstes Werk gilt dabei die zeichnerische Dokumentation der zahlreichen Baudenkmäler. Er gehörte der Römerbau-Kommission an, die ab 1885 die Renovierung des Frankfurter „Römer“ betreute.
Sein Nachlass wird im Historischen Archiv der Stadt Köln, dessen Hauptgebäude 2009 zusammenstürzte und im Institut für Stadtgeschichte der Stadt Frankfurt am Main aufbewahrt, kleinere Teile auch im Hessischen Hauptstaatsarchiv in Wiesbaden. In Frankfurt-Nied wurde nach ihm die Luthmerstraße benannt.
Ferdinand Luthmer war mit Clara Plessner (1853–1910) verheiratet. Aus der Ehe gingen  die Töchter Else (Malerin) und Claire hervor.

## Werk

### Bauten und Entwürfe

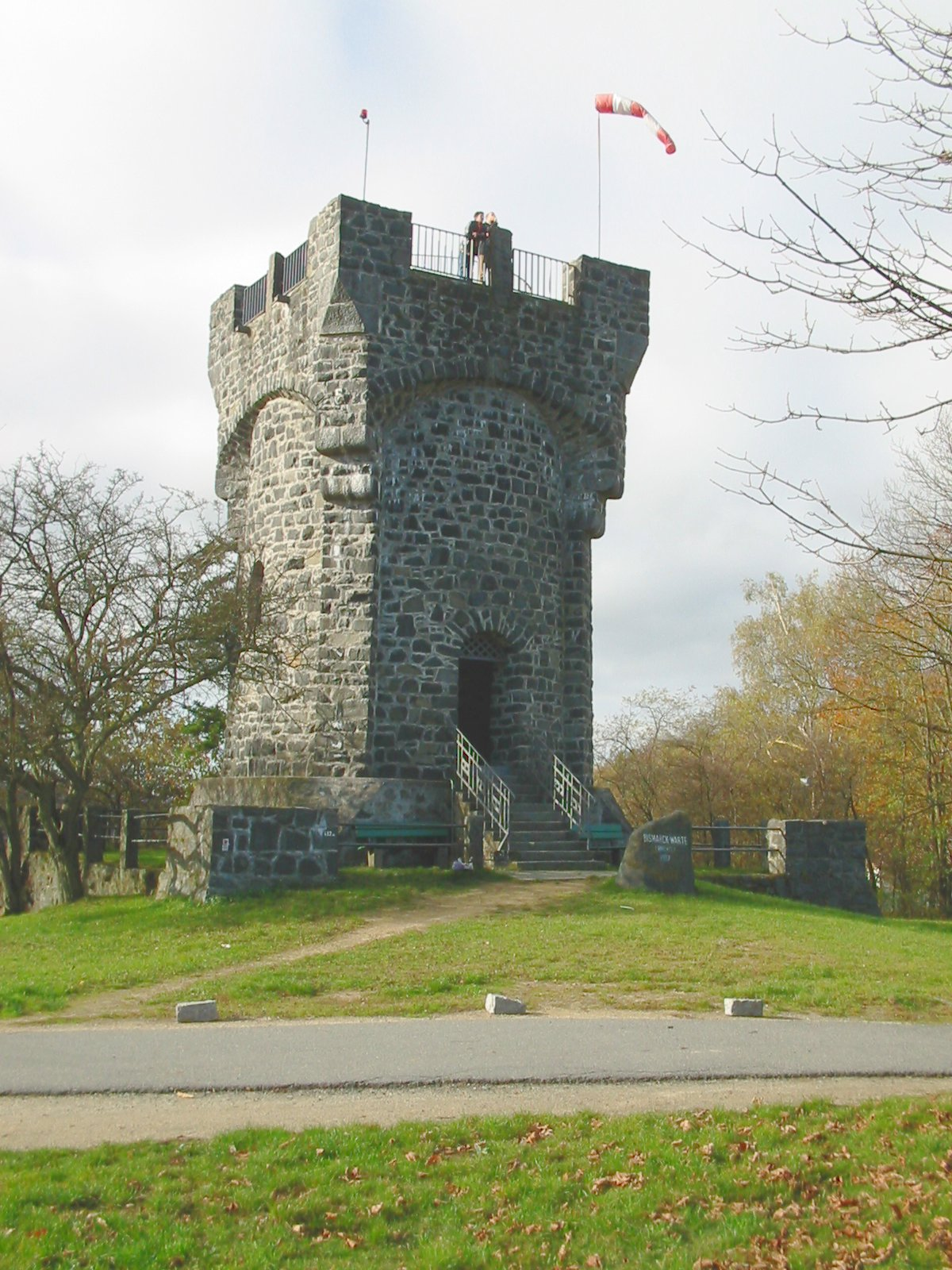
Die von Luthmer entworfene Bismarckwarte in Lindenfels

Als Architekt entwarf Luthmer zahlreiche Bauwerke, zu den bedeutendsten gehören:
- Villa Voss, erbaut für den Bauunternehmer Georg Voss, Gera-Untermhaus, Parkstrasse 10 (1873)
- Der Wiederaufbau der Marienkirche Schönberg (1900/01)
- Die Planung der Bismarckwarte (Lindenfels) (1903/04)
- Die Renovierung Alten Rathauses Niederbrechen (1912)

### Schriften
- Deutsche Möbel der Vergangenheit, Verlag von Hermann Seemann Nachfolger, Leipzig, o. J.
- Die Bau- und Kunstdenkmäler des Regierungsbezirkes Wiesbaden.
  - Band I: Die Bau- und Kunstdenkmäler des Rheingaues. Heinrich Keller, Frankfurt am Main 1902 (2. Auflage 1907) (online) (unveränderter Nachdruck Martin Sändig, Walluf 1973, ISBN 3253027295).
  - Band II: Die Bau- und Kunstdenkmäler des östlichen Taunus. Heinrich Keller, Frankfurt am Main 1905 (unveränderter Nachdruck Martin Sändig, Walluf 1973, ISBN 3253027309).
  - Band III: Die Bau- und Kunstdenkmäler des Lahngebiets. Oberlahnkreis, Kreis Limburg, Unterlahnkreis. Heinrich Keller, Frankfurt am Main 1907 (online) (unveränderter Nachdruck Martin Sändig, Walluf 1973, ISBN 3253027317).
  - Band IV: Die Bau- und Kunstdenkmäler der Kreise Biedenkopf, Dill, Ober-Westerwald und Westerburg. Heinrich Keller, Frankfurt am Main 1910 (online) (unveränderter Nachdruck Martin Sändig, Walluf 1973, ISBN 3253027325).
  - Band V: Die Bau- und Kunstdenkmäler der Nassauischen Kreise Unter-Westerwald, St. Goarshausen, Untertaunus und Wiesbaden Stadt und Land. Heinrich Keller, Frankfurt am Main 1914 (online) (unveränderter Nachdruck Martin Sändig, Walluf 1973, ISBN 3253027333).
  - Band VI: Nachlese und Ergänzungen zu den Bänden I bis V, Orts- und Namensregister des Gesamtwerkes. Heinrich Keller, Frankfurt am Main 1921.
- Werkbuch des Dekorateurs Eine Darstellung der gesamten Innendekoration und des Festschmuckes in Theorie und Praxis, Union Deutsche Verlagsgesellschaft, Stuttgart 1897.
- Die moderne Kunst und die Gothik, in: Zeitschrift für Christliche Kunst, XII. Jg., Heft 2, Düsseldorf 1899, Sp. 43–52.